# NGC 4294
NGC 4294 é uma galáxia espiral barrada (SBc) localizada na direcção da constelação de Virgo. Possui uma declinação de +11° 30' 35" e uma ascensão recta de 12 horas, 21 minutos e 17,8 segundos.
A galáxia NGC 4294 foi descoberta em 15 de Março de 1784 por William Herschel.